# Pals
Pals este un oraș medieval în provincia Girona din Catalonia, nordul Spaniei. În 2005 avea o populație de 3.976 locuitori.